# 巩州 (北宋)
巩州，北宋到金朝在今甘肃省陇西县设置的州。
宋神宗熙宁五年（1072年），以秦州古渭砦为通远军。宋徽宗崇宁三年（1104年），升为巩州。崇宁四千八百七十八户，一万一千八百五十七口。贡麝香。下属三县：陇西县，永宁县（今甘肃省漳县南65里石川乡），宁远县（今甘肃省武山县）。金太宗天会九年（1131年）金国攻克，予刘齐，金熙宗天会十五年（1137年）归金，金熙宗天眷二年（1139年）归南宋，次年（1140年），属金。皇统二年（1142年）为通远军节度使，属于熙秦路。金世宗大定二年（1162年）宋朝恢复，次年（1163年），入金。金章宗泰和八年（1208年）为下等节度州，下辖五县陇西县、定西县（今甘肃省定西市安定区香泉镇）、通渭县、安西县（今甘肃省定西市）、通西县（今甘肃省陇西县通安驿镇）。卫绍王至宁元年（1213年），一度被西夏占据。金哀宗正大六年（1229年）改为巩昌府，元太宗七年（1235年）属蒙古帝国。